# Мохау (Виттенберг)
Мохау (нем. Mochau) — деревня в Германии, в земле Саксония-Анхальт. Входит в состав города Виттенберг района Виттенберг. 
Ранее Мохау имела статус общины (коммуны). В состав этой общины входили деревни Мохау и Тисен. Население общины Мохау составляло 568 человек (на 31 декабря 2006 года). Община занимала площадь 10,96 км².
1 января 2009 года община Мохау вошла в состав города Виттенберг.